# Carlotta di Hanau-Lichtenberg
Carlotta Cristina Maddalena Giovanna Contessa di Hanau-Lichtenberg (Bouxwiller, 2 maggio 1700 – Darmstadt, 1º luglio 1726), divenuta principessa di Assia-Darmstadt, a seguito del matrimonio con Luigi VIII d'Assia-Darmstadt.

## Biografia
Carlotta era l'unica figlia sopravvissuta dell'ultimo conte di Hanau, Giovanni Reinardo III, e di sua moglie, la margravia Dorotea Federica di Brandeburgo-Ansbach. Di conseguenza, divenne l'erede della contea di Hanau.

## Matrimonio
Inizialmente, chi pensò a chiedere la mano di Carlotta, fu il principe ereditario Guglielmo, in seguito divenuto langravio Guglielmo VIII d'Assia-Kassel. Tuttavia questo progetto matrimoniale, che avrebbe comportato l'annessione della contea di Hanau all'Assia-Kassel, fallì a causa della differenza religiosa esistente tra Guglielmo, che all'epoca era calvinista, e Carlotta, viceversa di fede luterana.
Il secondo pretendente era l'allora principe ereditario Luigi, divenuto in seguito langravio Luigi VIII d'Assia-Darmstadt. Egli poté sposare Carlotta, essendo luterano.
Le nozze ebbero luogo nel Castello di Philippsruhe il 5 aprile 1717, e dal matrimonio nacquero tre figli:
- Luigi IX
- Giorgio Guglielmo
- Carolina Luisa

Carlotta morì a Darmstadt e in occasione del suo funerale, tenutosi l'11 luglio 1726 a Darmstadt, fu pubblicata una serie di prediche funebri.

## Eredità
Poiché Carlotta morì prima del padre, fu suo figlio, il langravio Luigi IX, ad ottenere in eredità la contea di Hanau. Tuttavia questo valse solo per una parte della contea, ovverosia l'Hanau-Lichtenberg, non anche per l'Hanau-Münzenberg, poiché a causa di un contratto di ereditarietà firmato nel 1643 tra la contea di Hanau e l'Assia-Kassel, questo sarebbe spettato alla seconda in caso d'estinzione della dinastia di Hanau. Inoltre sorse una disputa nelle due Contee in relazione ai territori da spartire. Tali questioni ereditarie portarono l'Assia-Kassel e l'Assia-Darmstadt sull'orlo di una guerra, poiché quest'ultima rivendicava Dietzenbach, Schaafheim e Schlierbach, mentre l'Assia-Kassel, avendo già militari di stanza ad Hanau, occupò il resto del territorio. La disputa poté essere risolta solo dopo un processo, innanzi al Tribunale Imperiale, durato anni. Nel 1771 infatti la vicenda si chiuse con un accordo, il cosiddetto Accordo di Pacificazione, per cui Altheim, Dietzenbach, Harpertshausen, Schaafheim e Schlierbach furono attribuite al Langraviato di Assia-Darmstadt.

## Ascendenza
|                                                    |                                         |                                                  | Genitori                                               |  |  | Nonni |  |  | Bisnonni                                  |  |  | Trisnonni                                   |  |
|                                                    |                                         |                                                  |                                                        |  |  |       |  |  | 8. Philipp Wolfgang von Hanau-Lichtenberg |  |  | 16. Johann Reinhard I von Hanau-Lichtenberg |  |
|                                                    |                                         |                                                  |                                                        |  |  |       |  |  | 8. Philipp Wolfgang von Hanau-Lichtenberg |  |  | 16. Johann Reinhard I von Hanau-Lichtenberg |  |
|                                                    |                                         | 17. Maria Elisabeth von Hohenlohe-Neuenstein     |                                                        |  |  |       |  |  | 8. Philipp Wolfgang von Hanau-Lichtenberg |  |  |                                             |  |
| 4. Johann Reinhard II von Hanau-Lichtenberg        |                                         |                                                  |                                                        |  |  |       |  |  | 8. Philipp Wolfgang von Hanau-Lichtenberg |  |  |                                             |  |
|                                                    |                                         | 9. Johanna von Öttingen                          | 18. Ludwig Eberhard von Öttingen                       |  |  |       |  |  |                                           |  |  |                                             |  |
|                                                    |                                         | 9. Johanna von Öttingen                          | 18. Ludwig Eberhard von Öttingen                       |  |  |       |  |  |                                           |  |  |                                             |  |
|                                                    |                                         | 9. Johanna von Öttingen                          | 19. Margarita von Erbach-Breuberg                      |  |  |       |  |  |                                           |  |  |                                             |  |
| 2. Johann Reinhard III von Hanau-Münzenberg        |                                         | 9. Johanna von Öttingen                          |                                                        |  |  |       |  |  |                                           |  |  |                                             |  |
|                                                    |                                         | 10. Christian I von Pfalz-Birkenfeld-Bischweiler | 20. Karl I von Pfalz-Zweibrücken-Birkenfeld            |  |  |       |  |  |                                           |  |  |                                             |  |
|                                                    |                                         | 10. Christian I von Pfalz-Birkenfeld-Bischweiler | 20. Karl I von Pfalz-Zweibrücken-Birkenfeld            |  |  |       |  |  |                                           |  |  |                                             |  |
|                                                    |                                         | 10. Christian I von Pfalz-Birkenfeld-Bischweiler | 21. Dorothea von Brunswick-Lüneburg                    |  |  |       |  |  |                                           |  |  |                                             |  |
| 5. Anna Magdalena von Pfalz-Birkenfeld-Bischweiler |                                         | 10. Christian I von Pfalz-Birkenfeld-Bischweiler |                                                        |  |  |       |  |  |                                           |  |  |                                             |  |
|                                                    |                                         | 11. Magdalena Katharina von Pfalz-Zweibrücken    | 22. Johann II von Pfalz-Zweibrücken                    |  |  |       |  |  |                                           |  |  |                                             |  |
|                                                    |                                         | 11. Magdalena Katharina von Pfalz-Zweibrücken    | 22. Johann II von Pfalz-Zweibrücken                    |  |  |       |  |  |                                           |  |  |                                             |  |
|                                                    |                                         | 11. Magdalena Katharina von Pfalz-Zweibrücken    | 23. Catherine de Rohan                                 |  |  |       |  |  |                                           |  |  |                                             |  |
| 1. Charlotte von Hanau-Lichtenberg                 |                                         | 11. Magdalena Katharina von Pfalz-Zweibrücken    |                                                        |  |  |       |  |  |                                           |  |  |                                             |  |
|                                                    | 12. Albrecht II von Brandenburg-Ansbach | 24. Joachim Ernst von Brandenburg-Ansbach        |                                                        |  |  |       |  |  |                                           |  |  |                                             |  |
|                                                    | 12. Albrecht II von Brandenburg-Ansbach | 24. Joachim Ernst von Brandenburg-Ansbach        |                                                        |  |  |       |  |  |                                           |  |  |                                             |  |
|                                                    | 12. Albrecht II von Brandenburg-Ansbach | 25. Sophie von Solms-Laubach                     |                                                        |  |  |       |  |  |                                           |  |  |                                             |  |
| 6. Johann Friedrich von Brandenburg-Ansbach        | 12. Albrecht II von Brandenburg-Ansbach |                                                  |                                                        |  |  |       |  |  |                                           |  |  |                                             |  |
|                                                    |                                         | 13. Johanna Elisabeth von Baden-Durlach          | 26. Friedrich VI von Baden-Durlach                     |  |  |       |  |  |                                           |  |  |                                             |  |
|                                                    |                                         | 13. Johanna Elisabeth von Baden-Durlach          | 26. Friedrich VI von Baden-Durlach                     |  |  |       |  |  |                                           |  |  |                                             |  |
|                                                    |                                         | 13. Johanna Elisabeth von Baden-Durlach          | 27. Christine Magdalena von Pfalz-Zweibrücken-Kleeburg |  |  |       |  |  |                                           |  |  |                                             |  |
| 3. Dorothea Friederike von Brandenburg-Ansbach     |                                         | 13. Johanna Elisabeth von Baden-Durlach          |                                                        |  |  |       |  |  |                                           |  |  |                                             |  |
|                                                    |                                         | 14. Joachim Ernst von Öttingen                   | 28. Ludwig Eberhard von Öttingen (= 18)                |  |  |       |  |  |                                           |  |  |                                             |  |
|                                                    |                                         | 14. Joachim Ernst von Öttingen                   | 28. Ludwig Eberhard von Öttingen (= 18)                |  |  |       |  |  |                                           |  |  |                                             |  |
|                                                    |                                         | 14. Joachim Ernst von Öttingen                   | 29. Margarita von Erbach-Breuberg (= 19)               |  |  |       |  |  |                                           |  |  |                                             |  |
| 7. Sophie Margarete von Öttingen                   |                                         | 14. Joachim Ernst von Öttingen                   |                                                        |  |  |       |  |  |                                           |  |  |                                             |  |
|                                                    |                                         | 15. Anna Sibylle zu Solms-Sonnenwalde            | 30. Heinrich Wilhelm I zu Solms-Sonnenwalde            |  |  |       |  |  |                                           |  |  |                                             |  |
|                                                    |                                         | 15. Anna Sibylle zu Solms-Sonnenwalde            | 30. Heinrich Wilhelm I zu Solms-Sonnenwalde            |  |  |       |  |  |                                           |  |  |                                             |  |
|                                                    |                                         | 15. Anna Sibylle zu Solms-Sonnenwalde            | 31. Sophie Dorothea von Mansfeld                       |  |  |       |  |  |                                           |  |  |                                             |  |
|                                                    |                                         | 15. Anna Sibylle zu Solms-Sonnenwalde            |                                                        |  |  |       |  |  |                                           |  |  |                                             |  |